# Hieronymus Klugkist (Bürgermeister)
Hieronymus Klugkist (* 25. März 1711 in Bremen; † 29. April 1773 in Bremen) war ein deutscher Politiker und Bürgermeister von Bremen.

## Biografie
Klugkist war der Sohn von Dr. jur. Diedrich Klugkist (1675–1739) und Elisabeth Baltzer (1683–1754), verheiratet mit Sophie Helena von Büren (* 1719) und Vater von Bürgermeister Daniel Klugkist (1748–1814). Sein Enkel war der Bremer Senator und Kunstmäzen Hieronymus Klugkist (1778–1851).
Er studierte Rechtswissenschaften und war als Jurist in Bremen tätig. Er wurde Ratsherr in Bremen und 1757 zum Bürgermeister in Bremen gewählt (4. Linie) als Nachfolger von Christian Schönel. Sein Nachfolger wurde 1773 Hermann von Line. Es regierten zu dieser Zeit gleichzeitig vier Bürgermeister der vier Linien aus den vier Kirchspielen: Liebfrauen, Ansgarii, Martini und Stephani.
In seiner Bürgermeisterzeit erholte sich der Handel, nach Schwächen in der Zeit des Siebenjährigen Krieges. Im Streit zwischen dem Rat der Stadt Bremen und den Finanzdeputierten der Bürgerschaft konnten die Deputierten und der Bürgerkonvent nur sehr wenige Verbesserungen für eine größere Mitbestimmung durchsetzen.
Er baute im Bremer Stadtteil Horn-Lehe 1750 auf einem sehr großes Grundstück, das sich von der Horner Heerstraße bis zum Achterdiek erstreckte, ein Landhaus, das später und nach Umbauten die Borgward-Villa wurde.